# Patoki (powiat łaski)
Patoki – wieś w Polsce, położona w województwie łódzkim, w powiecie łaskim, w gminie Widawa.
| SIMC    | Nazwa       | Rodzaj    |
| ------- | ----------- | --------- |
| 0717519 | Stefanowice | część wsi |
| 1039056 | Studzianki  | część wsi |

W latach 1975–1998 wieś należała administracyjnie do województwa sieradzkiego.